# Кодочиги (Тоншаевский район)
 Кодочиги  — деревня в Тоншаевском районе Нижегородской области.

## География
Расположена на расстоянии примерно 30 км на юго-восток по прямой от районного центра посёлка Тоншаево.

## История
Возникла в конце XVIII века. В 1909-10 годах жителями деревни была построена Никольская церковь (не сохранилась). В 1872 году (починок Кодочиги) 20 дворов и 176 жителей, в 1905 45 и 358, в 1926 (село) 89 и 460. С 2004 по 2020 год административный центр Кодочиговского сельсовета.

## Население
Постоянное население составляло 265 человек (русские 93 %) в 2002 году, 242 в 2010.